# شهرستان کولینگزورث (تگزاس)

موقعیت شهرستان در ایالت تگزاس

کولینگزورث یکی از شهرستان‌های ایالت تگزاس می‌باشد.
این شهرستان در شمال این ایالت است.
جمعیت این شهرستان در سال ۲۰۱۰ میلادی معادل ۳۰۵۷ نفر بود.